# Tranh cãi về máy tính xách tay của Hunter Biden

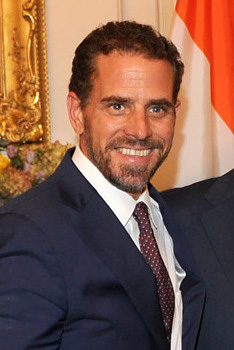
Hunter Biden năm 2014

Vào tháng 10 năm 2020, một cuộc tranh cãi nổ ra liên quan đến một chiếc máy tính xách tay được cho là thuộc về Hunter Biden. Chủ một cửa hàng sửa chữa máy tính ở Delaware, ông John Paul Mac Isaac, cho biết chiếc máy tính đã được để lại bởi một người đàn ông tự nhận là Hunter Biden. Mac Isaac cũng nói thêm rằng ông bị mù một phần và không thể chắc chắn liệu người đó có thực sự là Hunter Biden hay không. Ba tuần trước cuộc bầu cử tổng thống Hoa Kỳ năm 2020, tờ New York Post đăng một bài viết trang nhất, công bố các email từ chiếc máy tính xách tay và cáo buộc rằng những email này cho thấy hành vi tham nhũng của Joe Biden – ứng cử viên Tổng thống của đảng Dân chủ và là cha của Hunter Biden. Theo New York Post, câu chuyện này dựa trên thông tin do John Paul Mac Isaac cung cấp cho Rudy Giuliani – luật sư riêng của Tổng thống đương nhiệm và cũng là ứng cử viên Donald Trump. Các nhà phân tích pháp y sau đó đã xác thực một số email từ chiếc máy tính xách tay, bao gồm một trong hai email được tờ báo đề cập trong bài viết ban đầu của họ.
Ngay sau khi bài viết của New York Post được công bố, các nền tảng mạng xã hội đã chặn liên kết đến bài viết này, trong khi nhiều hãng tin khác từ chối đăng tải do lo ngại về nguồn gốc thông tin và nghi ngờ đây có thể là một chiến dịch tung tin sai lệch do Nga đứng sau. Vào ngày 19 tháng 10 năm 2020, một bức thư ngỏ có chữ ký của 51 cựu quan chức tình báo Hoa Kỳ cảnh báo rằng chiếc máy tính xách tay này "mang đầy đủ những dấu hiệu kinh điển của một chiến dịch thông tin do Nga thực hiện." Tính đến tháng 5 năm 2023, không có bằng chứng nào được công bố công khai cho thấy chiếc máy tính xách tay là một phần của chiến dịch tung tin sai lệch do Nga thực hiện.
Vào tháng 12 năm 2019, theo trát đòi do một đại bồi thẩm đoàn tại Wilmington ban hành, Cục Điều tra Liên bang Hoa Kỳ (FBI) đã thu giữ chiếc máy tính xách tay từ ông Mac Isaac. Các điều tra viên của FBI phụ trách chiếc máy tính xách tay của Hunter Biden đã nhanh chóng kết luận vào năm 2019 rằng "chiếc máy tính thực sự thuộc về ông và không có dấu hiệu bị can thiệp hay chỉnh sửa." Vào tháng 6 năm 2024, các công tố viên liên bang đã sử dụng chiếc máy tính xách tay như một bằng chứng trong vụ án hình sự chống lại Hunter Biden, cùng với lời khai của một đặc vụ FBI từng tham gia xác thực và điều tra chiếc máy tính này.
Dữ liệu từ ổ cứng đã được chia sẻ với cố vấn của Trump, Steve Bannon, trước khi thông tin này được công khai. Trump đã cố gắng biến câu chuyện này thành một "bất ngờ tháng Mười" nhằm gây bất lợi cho chiến dịch tranh cử của Joe Biden, bằng cách cáo buộc sai sự thật rằng khi còn đương chức, Biden đã hành động một cách tham nhũng liên quan đến Ukraina để bảo vệ con trai mình. Một cuộc điều tra chung của hai ủy ban Thượng viện do đảng Cộng hòa kiểm soát được công bố vào tháng 9 năm 2020, cùng với một cuộc điều tra của Ủy ban Giám sát Hạ viện do đảng Cộng hòa dẫn đầu công bố vào tháng 4 năm 2024, đều không tìm thấy sai phạm nào của Joe Biden liên quan đến Ukraina hay các hoạt động kinh doanh của con trai ông tại đây. PolitiFact viết vào tháng 6 năm 2021 rằng chiếc máy tính xách tay đúng là thuộc về Hunter Biden, nhưng không cho thấy bằng chứng nào về hành vi sai trái của Joe Biden.
Bắt đầu từ năm 2021, một số hãng tin bắt đầu xác thực một phần nội dung từ chiếc máy tính xách tay. Năm 2021, Politico xác minh hai email then chốt được sử dụng trong bài viết ban đầu của New York Post bằng cách đối chiếu với các tập dữ liệu khác và liên hệ với người nhận. CBS News đã công bố một phân tích pháp y dựa trên bản sao "sạch" của dữ liệu được lấy trực tiếp từ Mac Isaac. Báo cáo kết luận rằng dữ liệu "sạch" này, bao gồm hơn 120.000 email, có nguồn gốc từ Hunter Biden và không bị chỉnh sửa, trong khi các bản sao khác do các nhân vật Cộng hòa phát tán "có thể đã bị can thiệp". Một số hãng tin khác cũng xác thực được một phần dữ liệu, nhưng đồng thời lưu ý rằng có những vấn đề trong việc xác thực hoàn toàn các bản sao mà họ tiếp cận được.

## Bối cảnh
Việc truyền thông đưa tin về chiếc máy tính xách tay đã làm dấy lên những suy đoán xoay quanh thuyết âm mưu Biden–Ukraina, vốn cáo buộc sai sự thật rằng khi còn là phó tổng thống, Joe Biden đã can thiệp vào công việc tại Ukraina nhằm bảo vệ con trai mình khỏi một cuộc điều tra tham nhũng do Tổng công tố Ukraina Viktor Shokin tiến hành. Vào ngày 14 tháng 10 năm 2020, New York Post đăng một bài viết dựa trên một email từ chiếc máy tính xách tay, đề cập đến một cuộc gặp được cho là đã diễn ra giữa Phó Tổng thống khi đó là Joe Biden và cố vấn của Burisma, ông Vadym Pozharskyi. Chiến dịch tranh cử của Biden phủ nhận việc Joe Biden từng có cuộc gặp nào với Pozharskyi, và cho biết nếu có gặp thì đó cũng chỉ là một lần chạm mặt ngắn ngủi, không đáng kể. Các nhân chứng có mặt tại bữa tối nơi được cho là cuộc gặp đã diễn ra cho biết Joe Biden chỉ ghé qua trong chốc lát để chào một người bạn cũ. New York Post đưa tin trong bài viết của mình rằng ông Pozharskyi từ chối bình luận, và ông cũng không đưa ra ý kiến nào với một nhà báo của Politico – người đã thực hiện loạt phóng sự chuyên sâu về câu chuyện này một năm sau đó.
New York Post đưa tin rằng email này được tìm thấy trong một loạt dữ liệu được trích xuất từ ổ cứng ngoài của một chiếc máy tính xách tay thuộc về Hunter Biden. Tờ báo cho biết chủ cửa hàng sửa chữa đã sao chép ổ cứng ngoài trước khi chiếc máy bị Cục Điều tra Liên bang Hoa Kỳ thu giữ, và bản sao này sau đó được luật sư của Donald Trump, Rudy Giuliani, cung cấp cho Post. Lệnh thu giữ chiếc máy tính được một đại bồi thẩm đoàn ban hành thay mặt cho văn phòng công tố liên bang tại Wilmington. Văn phòng này sau đó được cho là đã điều tra Hunter Biden về các vấn đề liên quan đến vận động hành lang và tài chính từ ít nhất năm 2018.
Tính xác thực của loạt bài do New York Post đăng tải đã bị nhiều hãng truyền thông chính thống và các nhà phân tích đặt nghi vấn gay gắt, do nguồn gốc ban đầu của chiếc máy tính xách tay, chuỗi lưu giữ dữ liệu (chain of custody), và xuất xứ của các nội dung bên trong đều không rõ ràng. Do từng xảy ra các chiến dịch can thiệp từ Nga trong cuộc bầu cử năm 2016 – đặc biệt là việc phát tán các tài liệu đánh cắp thông qua các cuộc tấn công mạng nhằm vào John Podesta và Ủy ban Quốc gia Đảng Dân chủ (DNC) — các cơ quan truyền thông và giới chức tình báo Mỹ đã cảnh giác và nghi ngờ đây có thể là một chiến dịch tung tin sai lệch do tình báo Nga hoặc các lực lượng ủy nhiệm của họ đứng sau. Các nhà phân tích cũng nghi ngờ có sự dính líu của Nga trong vụ rò rỉ email năm 2017 liên quan đến Tổng thống Pháp Emmanuel Macron, diễn ra hai ngày trước cuộc bầu cử quốc gia. Vụ rò rỉ này bao gồm cả những email giả được trộn lẫn với email thật, làm dấy lên lo ngại về một chiến dịch tung tin sai lệch tương tự như đã xảy ra trong các cuộc bầu cử trước đó. Làm gia tăng mối lo ngại, Rudy Giuliani đã từng gặp Andrii Derkach – người sau này được xác nhận là một đặc vụ Nga – trong quá trình thực hiện hoạt động thu thập thông tin đối lập nhằm vào Joe Biden tại Ukraina vào năm 2019.

## Tường thuật củaNew York Post
Vào ngày 14 tháng 10 năm 2020, New York Post đã đăng các bài báo chứa những email chưa rõ tác giả, trong đó gợi ý rằng Hunter Biden từng tạo "cơ hội" để Vadym Pozharskyi – cố vấn hội đồng quản trị của Burisma – gặp cha mình, khi đó là Phó Tổng thống Joe Biden. Vào tháng 9 năm 2019, Joe Biden tuyên bố rằng ông chưa bao giờ nói chuyện với con trai mình về các hoạt động kinh doanh ở nước ngoài của anh ta. Chiến dịch tranh cử tổng thống của ông cũng phủ nhận việc cuộc gặp nêu trong bài báo đã từng xảy ra, đồng thời cho biết New York Post chưa từng liên hệ với họ "về các yếu tố then chốt của câu chuyện này". Michael Carpenter, cố vấn chính sách đối ngoại của Phó Tổng thống Biden vào năm 2015, nói với The Washington Post rằng ông đã tháp tùng Joe Biden trong tất cả các cuộc họp liên quan đến Ukraina: "Ông ấy chưa từng gặp [Pozharskyi]. Thực tế là tôi chưa từng nghe đến người này cho đến khi bài báo của New York Post được đăng". Một trong các email được cho là từ máy tính xách tay của Hunter Biden cho thấy Vadym Pozharskyi nói rằng ông sẽ chia sẻ thông tin với Amos Hochstein – cố vấn Bộ Ngoại giao thân cận với Phó Tổng thống Joe Biden. Tuy nhiên, Hochstein tuyên bố: "Cuộc điều tra của Thượng viện do đảng Cộng hòa lãnh đạo đã triệu tập toàn bộ hồ sơ của tôi, bao gồm cả email và lịch làm việc, và không tìm thấy bất kỳ đề cập nào đến người này. Tôi là người dẫn đầu các nỗ lực năng lượng của Hoa Kỳ tại Ukraina và thậm chí chưa từng nghe tên ông ta cho đến hôm qua."
Theo một cuộc điều tra của The New York Times, ban biên tập của New York Post đã "gây áp lực buộc các phóng viên thêm tên vào bài viết" về vụ máy tính xách tay của Hunter Biden, và ít nhất một người đã từ chối – bên cạnh tác giả ban đầu – do không tin tưởng vào độ đáng tin cậy của câu chuyện. Trong hai người được ghi tên là đồng tác giả cuối cùng, một nữ phóng viên cho biết cô không hề biết tên mình đã bị gắn vào bài viết cho đến khi New York Post xuất bản bài báo. Ngay trong câu mở đầu, bài viết của New York Post đã gây hiểu lầm khi khẳng định rằng "ông Biden đã gây áp lực buộc các quan chức chính phủ Ukraina sa thải một công tố viên đang điều tra Burisma", trong khi trên thực tế, Viktor Shokin, công tố viên bị sa thải, không hề theo đuổi cuộc điều tra nào nghiêm túc nhắm vào người sáng lập Burisma vào thời điểm đó. Câu mở đầu của bài viết cũng gây hiểu lầm khi tuyên bố rằng Hunter Biden đã giới thiệu cha mình với Pozharskyi, trong khi email được cho là của Pozharskyi thực chất chỉ đề cập đến một lời mời và "cơ hội" để hai người gặp mặt.
Vào ngày 15 tháng 10, New York Post đăng một bài viết khác liên quan đến một thương vụ kinh doanh với công ty CEFC China Energy mà Hunter Biden đang đàm phán cùng các đối tác đầu tư tiềm năng vào tháng 5 năm 2017 – thời điểm cha ông, Joe Biden, không còn giữ chức vụ công quyền. Tờ báo công bố một email được cho là trích từ chiếc laptop, do một trong những nhà đầu tư dự kiến viết và có gửi kèm Hunter Biden. Email này mô tả tỷ lệ cổ phần đề xuất giữa các bên tham gia thương vụ, kết thúc bằng dòng: "10 held by H for the big guy? (10 phần do H giữ cho "ông lớn"?). Tờ báo cho rằng "H" là viết tắt của Hunter Biden, và một cựu cộng sự kinh doanh của Hunter sau đó lên tiếng khẳng định rằng cụm từ "ông lớn" ("the big guy") ám chỉ Joe Biden. Người cộng sự này còn đăng lên Twitter một bản sao của email gửi đến ông. Trong một email tiếp theo, Hunter Biden viết rằng "Chủ tịch của tôi" đã đưa ra "một lời từ chối dứt khoát", và trong một email sau đó, "chủ tịch" được xác định là cha ông, ông Joe Biden. Tuy nhiên, chi tiết này không được xác thực độc lập, và cũng không rõ hoàn cảnh cụ thể của đoạn trao đổi. Post cũng tường thuật về một thương vụ khác mà Hunter Biden đang tìm cách thiết lập với chủ tịch CEFC là Diệp Giản Minh vào tháng 8 năm 2017, nhưng trong trường hợp này, tờ báo không liên hệ Joe Biden với thương vụ đó. Cả hai thương vụ nói trên đều không thành hiện thực.
Vào ngày 26 tháng 5 năm 2021, New York Post đã đăng một bài viết khác tập trung vào các email được cho là của Hunter Biden, cho rằng Joe Biden đã gặp Vadym Pozharskyi tại một bữa tối ở Café Milano tại Washington. The Washington Post đã điều tra bữa tối diễn ra vào ngày 16 tháng 4 năm 2015. Theo Rick Leach – người tham dự bữa tối và cũng như Hunter Biden, là một trong những lãnh đạo của tổ chức gây quỹ World Food Program USA – cuộc trò chuyện trong bữa tối xoay quanh vấn đề an ninh lương thực, chứ không phải "chính trị hay kinh doanh". Leach cho biết Joe Biden chỉ ghé qua ngắn gọn để gặp Alex Karloutsos. Theo lời ông, Joe Biden "thậm chí còn không ngồi xuống. Ông không tham gia bữa tối hay cuộc trò chuyện nào trong bữa tối đó." Karloutsos, một người bạn lâu năm của Joe Biden và là nhân vật có ảnh hưởng trong Giáo hội Chính thống giáo Hy Lạp mà Biden đã hợp tác nhiều năm, cũng xác nhận lời kể của Leach. Ngoài ra, theo The Washington Post, danh sách khách mời dự kiến của bữa tối có ghi tên "Vadym" nhưng không ghi họ.

### Máy tính xách tay và chiếc ổ cứng

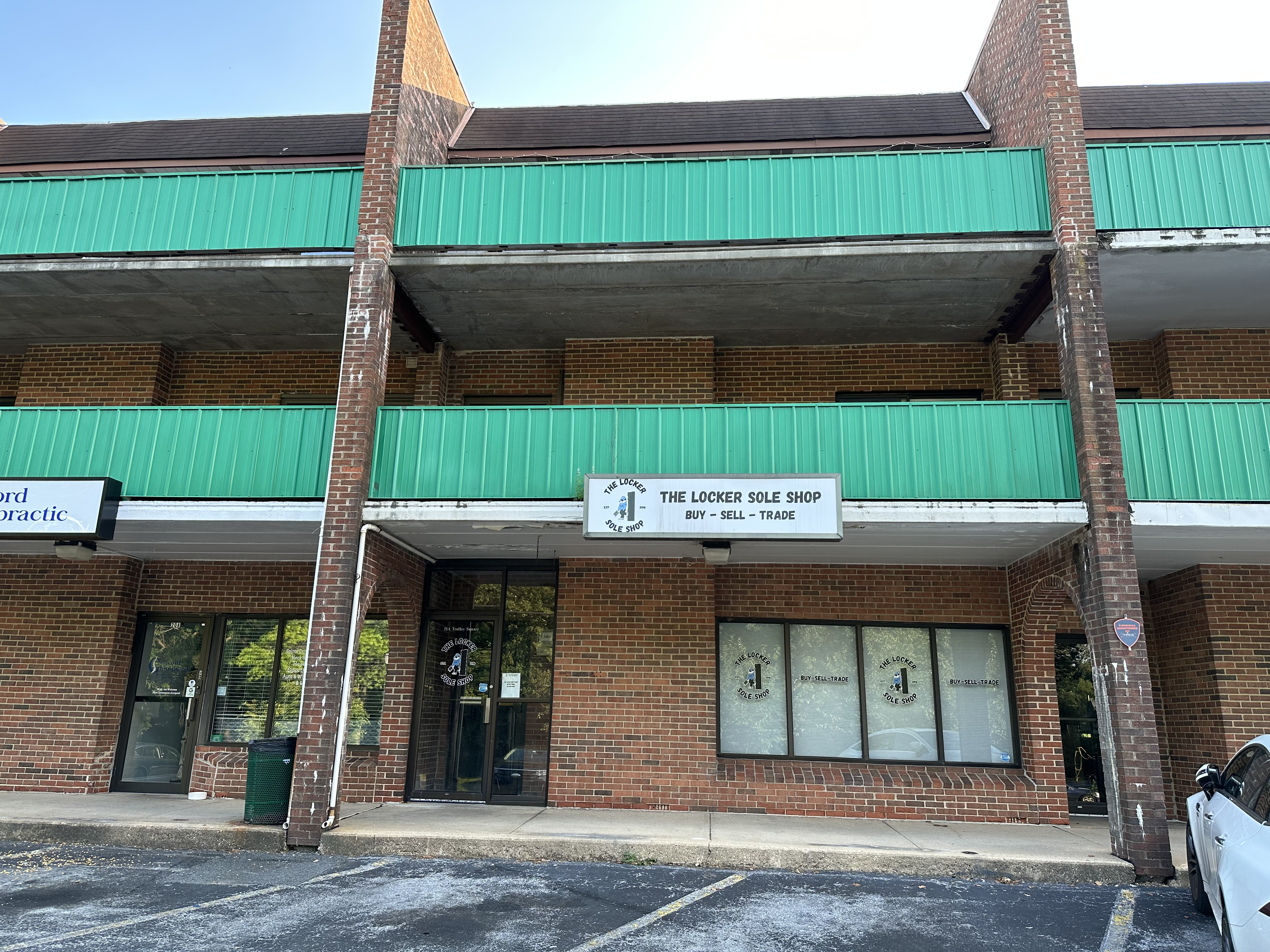
Địa chỉ 21A Trolley Square, nằm ở phía đông bắc của trung tâm thương mại Trolley Square tại Wilmington, Delaware (như hình chụp năm 2023), từng là nơi đặt tiệm sửa máy tính The Mac Shop.

Rudy Giuliani đã cung cấp các tài liệu cho New York Post sau khi chúng được cho là tìm thấy trên một chiếc MacBook Pro bị hư hỏng do nước tại The Mac Shop, một tiệm sửa máy tính ở Wilmington, Delaware, do John Paul Mac Isaac làm chủ. Mac Isaac cho biết ông tiếp nhận chiếc máy tính vào tháng 4 năm 2019 từ một người đàn ông tự xưng là Hunter Biden, người này đã yêu cầu phục hồi dữ liệu từ chiếc máy bị hỏng. Mac Isaac cũng cho biết rằng ông bị mù một phần và không thể chắc chắn liệu người được cho là đã để lại chiếc máy tính có thực sự là Hunter Biden hay không.
Mac Isaac sau cùng đã báo sự việc về chiếc máy tính cho Cục Điều tra Liên bang, và cơ quan này đã thu giữ nó vào tháng 12 năm 2019 theo trát triệu tập do một đại bồi thẩm đoàn ở Wilmington ban hành — đại bồi thẩm đoàn này đã điều tra Hunter Biden về các vấn đề tài chính từ năm 2018. Ba năm sau, ông cho biết rằng trong quá trình sao chép từng tập tin và thư mục từ ổ cứng của chiếc máy tính xách tay sang thiết bị khác, ông đã "thấy một số nội dung gây lo ngại và dấy lên những dấu hiệu cảnh báo", bao gồm các hành vi "có yếu tố hình sự... liên quan đến các thương vụ kinh doanh nước ngoài, khả năng rửa tiền và, quan trọng hơn cả, các vấn đề và mối quan ngại về an ninh quốc gia." Điều này khiến ông "đào sâu vào chiếc máy tính sau khi nó trở thành tài sản của tôi". Mac Isaac đã liên hệ với Rudy Giuliani, người mà ông gọi là "vị cứu tinh" của mình – và cũng là người ông tin theo thuyết âm mưu cho rằng chiến dịch tranh cử năm 2016 của Hillary Clinton đứng sau vụ sát hại nhân viên vận động tranh cử Seth Rich. Steve Bannon đã báo cho New York Post về chiếc máy tính,  và ông cùng Rudy Giuliani đã gửi một bản sao ổ cứng được cho là từ chiếc máy tính đó cho tờ báo. Trước đó vài tuần, vào ngày 28 tháng 9, Bannon từng nói trên truyền hình Hà Lan rằng ông đang giữ ổ cứng của Hunter Biden, tuy nhiên, bản sao này chỉ được công bố sau khi bài báo của New York Post được đăng tải.
Giuliani sau đó được dẫn lời nói rằng ông đã đưa bản sao ổ cứng cho New York Post vì "hoặc là không ai khác chịu nhận, hoặc nếu họ nhận thì sẽ mất rất nhiều thời gian chỉ để cố bác bỏ nó trước khi công bố". Theo bài báo của New York Post, một người – mà Mac Isaac không thể nhận dạng vì ông bị mù một nửa—đã mang chiếc máy tính đến tiệm để sửa chữa do bị hư hỏng vì nước. Tuy nhiên, sau khi việc sửa chữa hoàn tất, tiệm không có thông tin liên lạc nào của chủ sở hữu, và không ai thanh toán hay quay lại nhận máy. Những lời chỉ trích tập trung vào Mac Isaac do có nhiều mâu thuẫn trong các lời kể của ông về cách chiếc máy tính đến tay mình cũng như cách ông chuyển nó cho Giuliani và FBI. Khi được CBS News phỏng vấn, Mac Isaac đã đưa ra những phát biểu mâu thuẫn về động cơ hành động của mình. Thomas Rid, nhà khoa học chính trị và chuyên gia về thông tin sai lệch tại Đại học Johns Hopkins, đã lưu ý rằng các email đó có thể đã bị làm giả, hoặc tài liệu giả có thể đã bị trộn lẫn với tài liệu thật – điều mà ông gọi là một "đặc điểm phổ biến" của các chiến dịch tung tin sai lệch. The Daily Beast đưa tin rằng, theo lời của hai "nguồn tin có hiểu biết trực tiếp", nhiều quan chức cấp cao trong chính quyền Trump và chiến dịch tái tranh cử đã biết đến ổ cứng của chiếc máy tính "vài tuần" trước khi bài viết của New York Post được đăng tải. Giuliani sau đó xác nhận với The Daily Beast rằng ông đã thông báo cho Trump về các tài liệu này trước khi câu chuyện được New York Post công bố.
New York Post đưa tin rằng họ đã được cho xem một hình ảnh được cho là trát đòi liên bang, dẫn đến việc FBI thu giữ chiếc máy tính và một ổ cứng ngoài vào tháng 12 năm 2019. NBC News đưa tin rằng FBI đã thu giữ các thiết bị thông qua một trát đòi của đại bồi thẩm đoàn, mặc dù không rõ đây có phải là trát đòi mà New York Post đề cập hay không, và rằng FBI đang điều tra xem nội dung bên trong có liên quan đến một chiến dịch tình báo nước ngoài hay không. Associated Press xác nhận rằng FBI đang tiến hành một cuộc điều tra liên quan đến khả năng có hoạt động tình báo nước ngoài. Dẫn lời một "quan chức Hoa Kỳ và một nguồn tin quốc hội được báo cáo về vụ việc", CNN cho biết FBI đang điều tra cụ thể khả năng có liên hệ với các nỗ lực tung tin sai lệch của Nga đang diễn ra nhằm vào Joe Biden. Vào năm 2022, Mark Zuckerberg cho biết rằng một cảnh báo từ FBI về khả năng có chiến dịch tung tin sai lệch từ Nga đã khiến Facebook gỡ bỏ các nội dung được cho là truyền đạt thông tin sự thật liên quan đến câu chuyện về chiếc máy tính.
Theo The Washington Post, Mac Isaac cảm thấy lo ngại khi chiếc máy tính không được nhắc đến trong phiên tòa luận tội đầu tiên của Trump vào đầu năm 2020.
PolitiFact viết vào tháng 6 năm 2021: "Theo thời gian, ngày càng ít nghi ngờ hơn rằng chiếc máy tính thực sự thuộc về Hunter Biden", và kết luận rằng "chiếc máy tính là có thật theo nghĩa là nó tồn tại, nhưng nó không chứng minh được nhiều điều", bởi vì "không có gì từ chiếc máy tính cho thấy Joe Biden đã hành động bất hợp pháp hoặc phi đạo đức trong vai trò Phó Tổng thống liên quan đến thời gian con trai ông làm giám đốc tại Burisma". PolitiFact cho rằng có khả năng những gì được thu thập thực chất chỉ là “các bản sao của một chiếc laptop”, chứ không phải chiếc laptop gốc. PolitiFact cho biết Daily Mail đã đăng tải ảnh khỏa thân của Hunter Biden lấy từ chiếc máy tính, cùng với các nội dung khác tập trung vào việc sử dụng ma túy và các rắc rối pháp lý của ông. Tuy nhiên, PolitiFact cũng lưu ý rằng Hunter Biden trước đó đã công khai các vấn đề về ma túy của mình.